# Кармеліти босі
Орден босих кармелітів (Орден босих братів Пресвятої Діви Марії з гори Кармель (Палестина), лат. Ordo Fratrum Diacalceatorum Beatae Mariae Virginis de Monte Carmelo, OCD) — один з чотирьох жебручих католицьких орденів, що відокремився від основної гілки кармелітів в XVI столітті.

## Історія
Орден босих кармелітів є результатом зусиль з відновлення оригінальної норми права і відмови від зловживань, які накопичилися протягом століть. 15 лютого 1432 року через великий занепад дисципліни кармелітів, папа Євгеній IV затвердив пом'якшене правило. Не всі кармеліти змирилися з цим рішенням відбувалися спроби поновлення релігійного життя за правилом, затвердженим в 1274 році папою Інокентієм IV.
У XVI столітті, св. Тереза Авільська розпочала реформу. Вона дала обіт завжди слідувати найкращим напрямком (духовним) і зберегти монаше правило, настільки, наскільки це було можливо. У вересні 1560 року група черниць, натхненна простими традиціями Кармелю і реформами св. Петро Алькантара (спірний рух іспанських францисканців), зібралася у своїй келії, щоби пізнінше закласти основи монастиря відлюдницького типу. 24 серпня 1562 року був заснований новий монастир в честь святого Йосифа. Потім у Дуруело, з Іваном від Хреста та Антонієм від Ісуса, вони заснували перший монастир босих братів у листопаді 1568 року.
3 березня 1581 року була утворена перша провінція босих кармелітів. У 1593 році вони отримали юрисдикційну автономію. Відтоді орден кармелітів розділений на дві частини.
Саме «кармеліти босі» у 1631 році відновила релігійне життя Монастиря кармелітів у м. Хайфа (Ізраїль).
Для кармелітів молитва є глибоко духовною. Вони керуються Ученням і досвідом св. Терези Авільскої і св. Івана від Хреста, а також святих, які слідували по їх стопах, таких як св. Тереза від Дитятка Ісус і Святого Лиця: бл. Єлизавети від Трійці, св. Терези Андської, і мучеників, таких як Едіт Штайн (св. Тереза Венедикта Хреста), Пер Жак і шістнадцять комп'єнських мучениць.
Кожен день є відзначеним мовчанням, для того щоби створити умови для молитви. На додаток до щоденного святкування Літургії годин, дві години відведені для безперервної молитви. Їх спільноти є досить малими, щоб оживити атмосферу справжнього сестринства/ братства та спільного життя.
Хоч черниці живуть закрито, брати живуть одночасно життям, яке є і споглядальним і апостольським, у наслідування Ісуса, який і молився у пустелі, і проповідував натовпам. Проте життя і черниць, і ченців у першу чергу присвячено служінню Церкві.
У 2005 році орден об'єднував 3972 монахи (з них 2737 священики) в 602 монастирях.

## Одяг кармелітів
Ряса босих кармелітів пофарбована у коричневий колір. Вона складається з туніки, відлога, параману, чоток і кармелітського хреста. При певних обставинах передбачається носіння білої ряси з каптуром. У порівнянні з кармелітами, босі кармеліти мають менший каптур, але важчий і довший параман.

## Святі і блаженні
За свою історію, босі кармеліти дали Церкві більше 45 святих і 3 Учителів Церкви. 
Найвідоміші святі та блаженні ордену — це:
- Тереза Авільська
- Іван від Хреста
- Рафаїл Каліновський
- Тереза з Лізьє
- Марія від Ісуса Розп'ятого (Маріам Бауарді)
- Едіт Штайн

## Головне управління
- Верховний генерал — о. Саверіо Канністра
- І дефінітор — о. Еміліо Х. Мартінес
- II дефінітор — о. Альберт Вакх
- III дефінітор — о. Августин Муллор
- IV дефінітор — о. Роберт Пол
- V дефінітор — о. Маркос Джухем
- VI дефінітор — о. Петро Чанг
- VII дефінітор- о. Георгій Десмонд Тамбала
- VIII дефінітор- о. Іоанн Греннан
- Генеральний секретар — о. Сільвано Вескові
- Генеральний прокурор — о. Рафаель Мендоза
- Генеральний скарбник — о. Аттіліо Хіслері
- Генеральний постулятор — о. Ільдефонсо Моріонес
- Генеральний архіваріус — о. Ігнасіо Оскар Анапікіо Ахедо
- Генеральний місійний секретар — о. Хуліо Калеро Альманса

Секретарі:
- о. Карло Далла Валле
- о. Давид Хіменес Еппепо
- о. Джонсон Перумітатх
- о. Кароль КРай
- о. Алзіус Дееней
- о. Джіно Піроло
- о. Ісидор Д'Сільва
- о. Жан Жозеф Бергар

## Босі кармеліти в Україні

### Історія ордену в Україні
Поява і розвиток монастирів кармелітів босих на території України відбулося через відносно недовгий час після реформи ордену.Перше згромадження ордену з'явилося 1613 у Львові. Там було засновано і зведено дерев'яний чоловічій монастир з храмом в передмісті на березі р.Полтви. Пізніше було збудовано кам"яний комплекс разом з костелом.
У 1617 році на запрошення  теребовлянського старости Пйотра Ожґи  почалася історія монастиря кармелітів у Теребовлі. 
Від 1623 монастирі кармелітів босих діяли у Кам'янці-Подільському, а згодом у Барі, Дрогобичі, Львові. 
У 1627–28 воєвода і генеральний староста Київського воєводства Ян Тишкевич заснував у Бердичеві Монастир Кармелітів босих на виконання обітниці за своє звільнення з полону.Крім цього існували монастирі в Вишнівцях, Старому Загорові.
У 1642-1644 році у Львові було зведено бароковий Костел  Матері Божої Громничої у якому розмістився жіночий монастир згромадження.
У другій половині XVIII ст. на українських етнічних землях, окрім Вишневця, діяли ще чотири монастирі Ордену босих кармелітів: у Бердичеві (37 ченців), Львові (31 чернець), Перемишлі (21 чернець), Кам'янці-Подільському (16 ченців), і дві резиденції: у Купині (7 осіб) та Милятині (10 осіб), Тарноруда ( 8 осіб). Також з 1748 року був осередок ордену у Народичах .
Після розподілів Польщі та входження Правобережжя до складу Російської імперії  монастирі Кармелітів було закрито, деякі зруйновано. Великою пошаною був оточений образ Матері Божої Бердичівської, однак 1866 року скасовано існування монастиря у Бердичеві.
На територіях, які опинилися під владою Австрійської імперії внаслідок реформ імператора Йосифа II від 12 січня 1782 року було  ліквідовано монастирі згромадження кармелітів босих у Львові. У часи Другої Речі Посполитої кармеліти, які не змогли повернути свою власність, побудували новий монастир у Персенківці .
У червні 1918 року на недовгий час брати кармеліти повернулися у Бердичів. Після смерті останнього кармеліта отця Терезія Болеслава Штобрина у 1926 році діяльність ордену на території Радянської України було остаточно припинено. 

#### Історія монастиря у Вишнівці
Монастир Ордену босих кармелітів (Fratres Discalceati Ordinis Beatissimae Virginis Mariae de Monte Carmelo) у Вишневці був закладений у 1645 р. представником українського князівського роду Вишневецьких, руським воєводою Яремою Вишневецьким (1612–1651). Через військові дії монастир неодноразово був зруйнований. Будівництво нових споруд монастиря було завершене стараннями та коштом князя Михайла Серватія Вишневецького (1680–1744), великого гетьмана Великого князівства Литовського. Будівельні роботи проходили з 1720 р. до 1740 р. Від 1724 р. ними керував архітектор Якуб Дапре Блажей (Dapres Blangey). Монастирський костел мурувався як родовий мавзолей, мав 11 вівтарів, авторами яких були Каспер Колерт (Kolert) і Криштофт Зейнер (Seyner) (1733 р.). Тут знайшов вічний спочинок Михайло Серватій Вишневецький та його рано померлі діти.
У XVIII ст. за церковним адміністративно-територіальним устроєм Ордену монастир відносився до його Польської провінції, що мала назву Святого Духа (Provincia Polona Sanctus Spiritus), і носив ім'я св. Архангела Михаїла (Conventus Visniovecensis sub Titulo Sancti Michaelis Archangeli). На 1772 р. монастир налічував 16 ченців. 
Монастир як осередок релігійної культури та ідеології виконував місію, що полягала у поширенні та ствердженні римо-католицького віросповідання на етнічних українських землях, задоволенні запитів і потреб мешканців римо-католицького віросповідання регіону. Вишневецькі отці кармеліти виконували душпастирську місію, маючи свою парафію, до якої на 1804 р. відносилися місто Новий Вишневець з передмістями та 7 навколишніх сіл, прихід налічував 678 віруючих. Вони готували послушників Ордену до прийняття духовного сану й майбутньої діяльності в його лавах. Ченці керували діяльністю братств, котрих при монастирі було чотири: найдавніше — Братство Святого Образу з 1685 р., Братство св. Йозефа з 1714 р., Братство св. Теклі з 1761 р. та Братство Янголів Охоронців з 1768 р. Місцеві ченці займалися письменницькою творчістю. Літературні доробки їх публікувалися в друкарнях Бердичева, Львова, Кракова, Варшави. Отці кармеліти прислужилися і на освітянській ниві, побудувавши і утримуючи власним коштом парафіяльну школу, яка функціонувала з кінця XVIII ст. На утриманні монастиря були шпиталь і аптека. Окрім того, монастир мав господарство, яке необхідно було вести для підтримання життєдіяльності обителі. Для задоволення релігійних, інтелектуальних, громадських і господарських потреб монастир мав значну бібліотеку. В 1816 р. вона налічувала 1327 томів, переважно духовної тематики: 23 томи — твори отців церкви, праці теологів — 215 томів, проповіді — 277 томів, історія церкви — 80 томів, світська історія — 140 томів, риторика — 58 томів. Поезія становила 31 том, медична та юридична література — по 20 томів.

### Наш час
Діяльність ордену кармелітів босих була відновлена в Україні у 1991 році.
Початком відновлення і найважливішим місцем для кармелітів став Національний Санктуарій Матері Божої Святого Скапулярія у Бердичеві. Також у 1991 році розпочав своє існування Київський Кармель. 14 лютого 1991року розпочали своє служіння отці-кармеліти, також і сестри з двох польських монастирів заснували згромадження кармеліток босих в київській каплиці на вул. Шепетівській.
В квітні 1992 р. Державна Рада у справах релігій при Кабінеті Міністрів України вперше офіційно зареєструвала Статут Чернечого Дому Ордену Сестер Кармеліток Босих Римсько-Католицької Церкви. 
27 жовтня 2011р. єпископи на XXXVIII Конференції Римсько-Католицьких Єпископів України оголосили дієцезійний санктуарій в м.Бердичів Всеукраїнським національним Санктуарієм.
Наразі існують чоловічі згромадження ордену в Києві, Бердичеві, Гвоздаві та у Володимирі.
Жіночий монастир згромадження існує у с.Софіївська Борщагівка поблизу Києва. У селищі Покотилівка  неподалік міста Харкова, діє клявзурний монастир Посередниці Усіх Благодатей та свв. Апостолів Петра і Андрія Сестер Кармеліток Босих. 
Крім того, з 2017 року відбувалися відвідини кармелітами босими різних парафій РКЦ в Україні у рамках проекту  «Санктуарій на колесах». 

## Відомі представники
- Іван Філіп Вездін (1748—1806) — священник, місіонер, сходознавець, відомий як батько європейської індології.

## Галерея

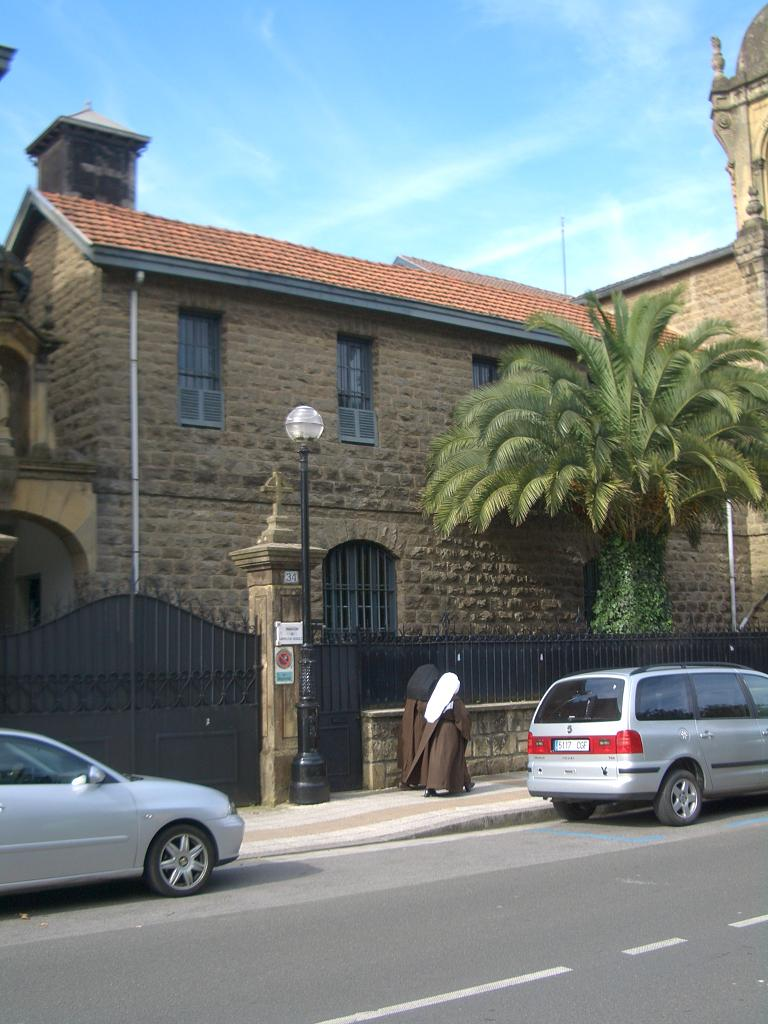
Монастир босих кармеліток у м. Сараус (Zarautz), Країна Басків
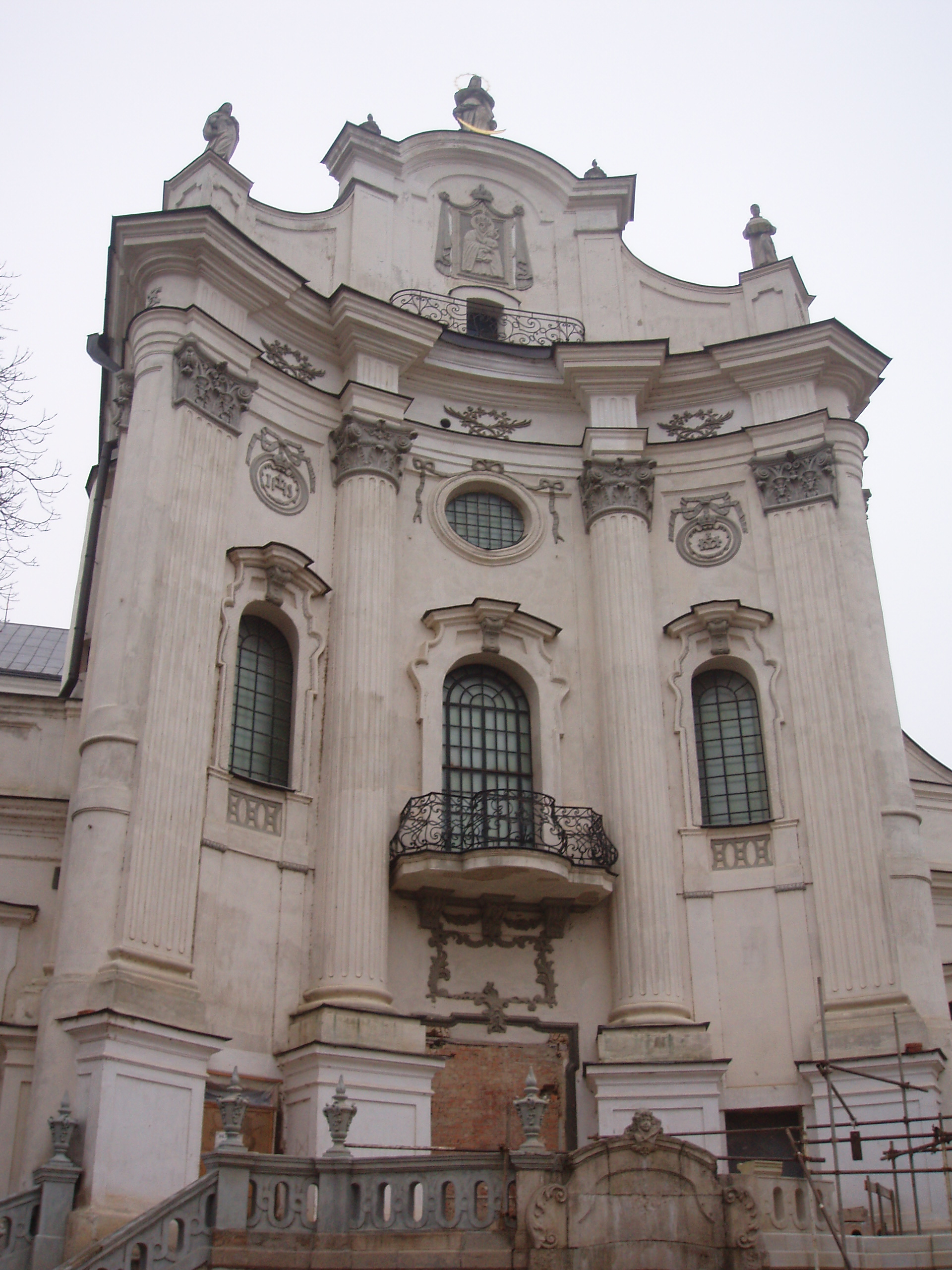
Фронтальний вигляд монастиря босих кармелітів в м. Бердичів, Україна